# Lawrenceville (Québec)
Lawrenceville è un villaggio del Canada, situato nella provincia del Québec, nella regione di Estrie.